# Ресакинья
Ресакинья (порт. Ressaquinha) — муниципалитет в Бразилии, входит в штат Минас-Жерайс. Составная часть мезорегиона Кампу-дас-Вертентис. Входит в экономико-статистический микрорегион Барбасена. Население составляет 4557 человек на 2006 год. Занимает площадь 188,745 км². Плотность населения — 24,1 чел./км².

## История
Город основан 12 декабря 1954 года.

## Статистика
- Валовой внутренний продукт на 2003 год составляет 43 809 854,00 реалов (данные: Бразильский институт географии и статистики).
- Валовой внутренний продукт на душу населения на 2003 год составляет 9613,75 реалов (данные: Бразильский институт географии и статистики).
- Индекс развития человеческого потенциала на 2000 год составляет 0,725 (данные: Программа развития ООН).